# Pallissa de l'Hostal
La Pallissa de l'Hostal és una obra de Sant Joan les Fonts (Garrotxa) inclosa a l'Inventari del Patrimoni Arquitectònic de Catalunya.

## Descripció
És un edifici de planta rectangular i teulat a dues aigües amb els vessants vers les façanes laterals. La teulada està sostinguda per bigues de fusta i està formada per cabirons, llates i teules col·locades a salt de garsa. Disposa de baixos, amb dues arcades de mig punt, on originàriament s'hi guardaven els carros. Al primer pis s'hi accedeix per una petita porta lateral, amb escala a l'exterior; aquest pis està ventilat per una finestra situada damunt el pilar que sosté els dos arcs dels baixos; és rectangular i té arquet de llibre. El segon pis té l'accés per l'interior, amb una escala de fusta. Disposa de dos petits badius centrals i una finestra a cada costat. La pallissa de l'antic hostal va ser bastida amb pedra volcànica del país i alguns carreus mal escairats fan de cantoners.